# Kościół Matki Bożej Różańcowej w Szczepanowie
Kościół pw. Matki Bożej Różańcowej w Szczepanowie – kościół z XVI w. w Szczepanowie (gmina Marcinowice, powiat świdnicki, województwo dolnośląskie), na terenie diecezji świdnickiej. Kościół filialny parafii pw. Wszystkich Świętych w Strzelcach.

## Architektura
Późnogotycki kościół murowany, jednonawowy z wieżą. We wnętrzu bogato rzeźbiony barokowy ołtarz główny i figura Madonny z XV w. oraz   epitafia:
- Dippranta von Nimptsch (zm. 1584), z herbami:
  - ojcowskimi, von: Nimptsch, Zedlitz
  - matczynymi, von: Zedlitz, Schweinichen.
- Margarete  von Seidlitz, żony Dippranta von Nimptsch, z herbami:
  - ojcowskimi, von: Seidlitz, Hochberg
  - matczynymi, von: Gregersdorf, Peterswald
- Dippranta von Nimptsch Młodszego (zm. 1583), z herbami:
  - ojcowskimi, von: Nimptsch, Zedlitz
  - matczynymi, von: Seidlitz, Gregersdorf.
- Sigmunta von Nimptsch (zm. 1571),  syna Dippranta, z herbami:
  - ojcowskimi, von: Nimptsch, Zedlitz
  - matczynymi, von: Seidlitz, Gregersdorf[3].